# ヴェジェノ

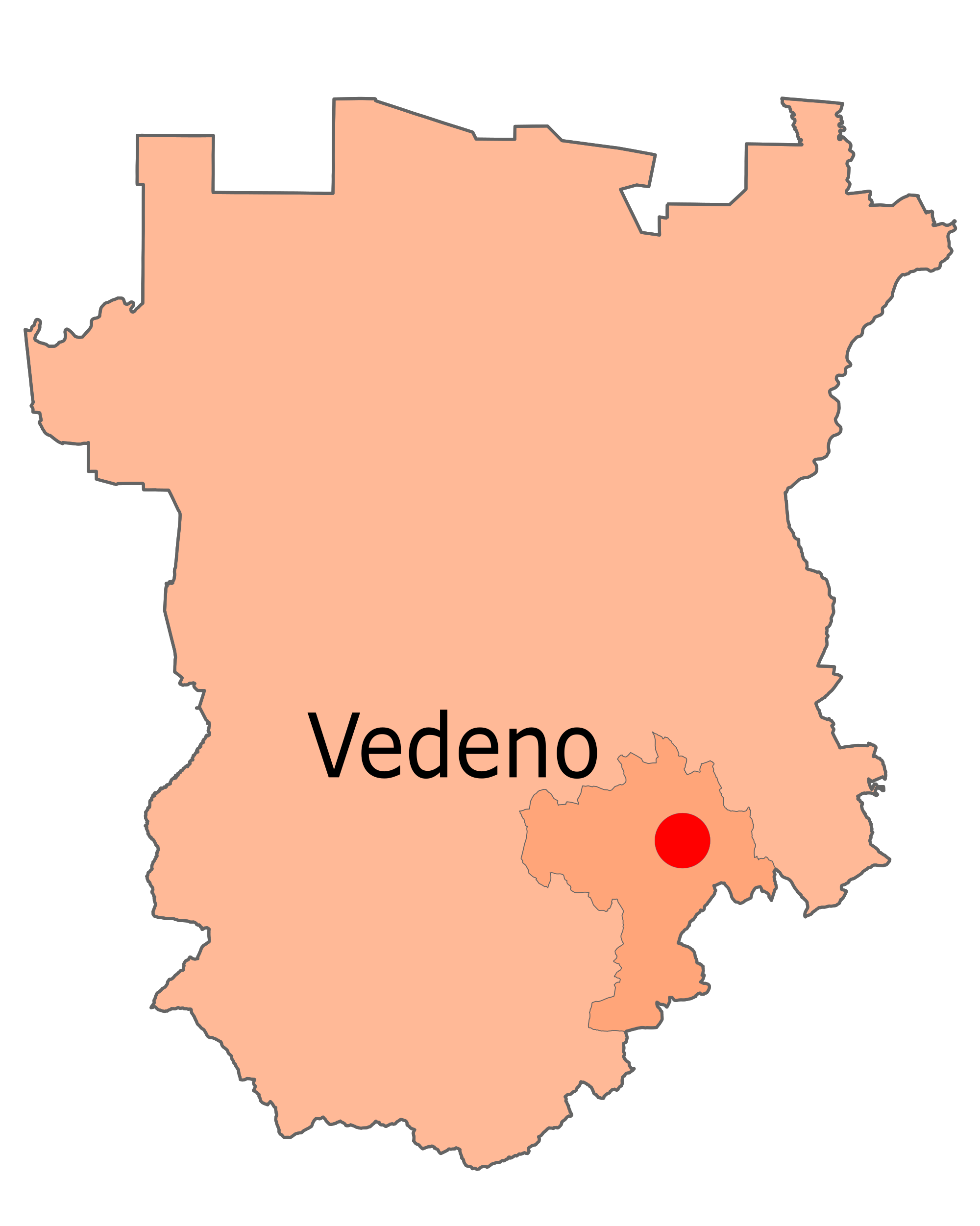
ヴェジェノの位置

ヴェジェノ（ロシア語: Ведено、チェチェン語: Ведана、Vedeno）は、チェチェン共和国の集落。
首都グロズヌイからおよそ55 km南東に位置しており、ヴィジェンスキー地方における行政上の中心である。2004年の公式な記録では、人口は11,512人（3,735人の成年男子、1,525人の幼児、 1,604 人の学生、4,648人の女性）である。2002年の統計によれば人口は1,469人、1989年の統計では2,504人であった。この地域は、ロシア支配に対するチェチェンの長い抵抗の歴史があった場所であり、現在のチェチェンでもとりわけ危険な地域とされる。19世紀半ば、イマーム・シャミールがゲリラ兵を率いてロシア帝国に対して約20年間の戦いを繰り広げた。最後までシャミールはこの地域の山村を通じて抵抗を続けた。チェチェン独立運動の強硬派であったシャミール・バサエフは、ヴェジェノの近くで生まれた。